# David Boreanaz
David Boreanaz (Buffalo, New York, 1969. május 16. –) amerikai színész. 
Ismert szerepei Angel a Buffy, a vámpírok réme és az Angel című televíziós sorozatokban, valamint Seeley Booth különleges ügynök a Dr. Csont című bűnügyi sorozatban.

## Fiatalkora
1969. május 16-án született a New York állambeli Buffaloban, de a pennsylvaniai Philadelphiában nevelkedett, ahol édesapja, Dave Roberts (David Thomas Boreanaz) televíziós időjárásjelentő volt. Édesanyja, Patti, utazási ügynök. Apai részről olasz, anyairól szlovák gyökerei vannak. Gyakorló római katolikus, akárcsak az általa megformált Seeley Booth a Dr. Csontban.
Főiskolai tanulmányait Ithacában (New York) végezte, a diploma megszerzése után pedig Hollywoodba költözött.

## Színészi pályafutása
Első televíziós szerepléseként az Egy rém rendes család egyik epizódjában Kelly barátját játszotta . A Buffy, a vámpírok réme meghallgatására egy kutyasétáltatás után keveredett el, ott találkozott ugyanis a casting ügynökkel, aki behívta őt. Az 1997-től vetített kultikus sorozatban a titokzatos, egykori bűneiért vezeklő vámpírt, Angelt játszotta. A sorozat sikerén felbuzdulva elkészült a spin-offja is Angel címmel, amelynek már Boreanaz lett a főszereplője 1999 és 2004 között.
2005-ben indult el az általa alakított Seeley Booth különleges ügynök karrierje a Dr. Csont című televíziós sorozatban, amelyben Emily Deschanel a partnere. A harmadik évadtól a sorozat vezető producere lett, a negyedik évad 16., és az ötödik évad 16. részét pedig rendezőként is jegyzi - utóbbi volt a sorozat 100. epizódja. (Az Angel utolsó évadának egy epizódjában már kipróbálhatta magát a rendezői szerepben.)

## Magánélete
Második feleségével, Jaime Bergman egykori modellel él. Két gyermekük született.
Rajong a hokiért, a Pittsburgh Steelers és a Philadelphia Flyers rajongója. A Dr. Csont egyik epizódjában is hódolhatott a hobbijának, együtt hokizhatott a Los Angeles Kings jégkorongcsapat kanadai származású élő legendájával, Luc Robitaille-jel.

## Filmográfia

### Film
| Év   | Magyar cím                         | Eredeti cím                      | Szerep                            | Magyar hang    |
| ---- | ---------------------------------- | -------------------------------- | --------------------------------- | -------------- |
| 1993 | A léc hátán is megélnek            | Aspen Extreme                    | néző                              |                |
| 1993 | Halálos riválisok                  | Best of the Best II              | parkolóinas                       |                |
| 1996 |                                    | Macabre Pair of Shorts           | Dinner                            |                |
| 2001 | Véres Valentin                     | Valentine                        | Adam Carr / Jeremy Melton         | Kálid Artúr    |
| 2002 | Lucy, a csajom                     | I'm with Lucy                    | Luke                              | Németh Kristóf |
| 2005 | A holló 4. – Gonosz ima            | The Crow: Wicked Prayer          | Lucas "Halál" Crash               | Varga Gábor    |
| 2006 |                                    | These Girls                      | Keith Clark                       |                |
| 2006 |                                    | Mr. Fix It                       | Lance Valenteen                   |                |
| 2006 | Látszólag könnyű                   | The Hard Easy                    | Roger Hargitay                    |                |
| 2007 |                                    | Suffering Man's Charity          | Sebastian                         |                |
| 2008 | Az Igazság Ligája – Az új küldetés | Justice League: The New Frontier | Hal Jordan / Zöld Lámpás (hangja) |                |
| 2009 |                                    | The Mighty Macs                  | Ed Rush                           |                |
| 2013 |                                    | Officer Down                     | Les Scanlon nyomozó               |                |

### Televízió
| Év        | Magyar cím              | Eredeti cím              | Szerep                | Megjegyzések                                                                                              |
| --------- | ----------------------- | ------------------------ | --------------------- | --- |
| 1993      | Egy rém rendes család   | Married... with Children | Frank                 | 1 epizód                                                                                                  |
| 1997–2003 | Buffy, a vámpírok réme  | Buffy the Vampire Slayer | Angel                 | - visszatérő- és főszereplő (57 epizód) - magyar hangja: - Lukácsi József - Welker Gábor - Németh Kristóf |
| 1999–2004 | Angel                   | Angel                    | Angel                 | - főszereplő (110 epizód) - rendező (1 epizód) - magyar hangja: - Németh Kristóf                          |
| 2002      |                         | Baby Blues               | Johnny (hangja)       | 1 epizód                                                                                                  |
| 2005      | Punk’d – SztÁruló       | Punk'd                   | önmaga                | 1 epizód                                                                                                  |
| 2005–2017 | Dr. Csont               | Bones                    | Seeley Booth          | - főszereplő (246 epizód) - rendező (11 epizód)                                                           |
| 2010      | Family Guy              | Family Guy               | önmaga (hangja)       | 1 epizód                                                                                                  |
| 2012      | Amerikai fater          | American Dad             | Seeley Booth (hangja) | 1 epizód                                                                                                  |
| 2013      |                         | Full Circle              | Jace Cooper           | 3 epizód                                                                                                  |
| 2015      | Az Álmosvölgy legendája | Sleepy Hollow            | Seeley Booth          | 1 epizód                                                                                                  |
| 2017–2024 | SEAL Team               | SEAL Team                | Jason Hayes           | - főszereplő - rendező és producer - magyar hangja: - Széles Tamás                                        |
| 2018      |                         | America's Game           | narrátor              | 1 epizód                                                                                                  |

### Videójátékok
| Év   | Cím                         | Szerep              |
| ---- | --------------------------- | ------------------- |
| 2002 | Buffy the Vampire Slayer    | Angel (hangja)      |
| 2002 | Kingdom Hearts              | Leon (angol hangja) |
| 2013 | Kingdom Hearts HD 1.5 Remix | Leon (angol hangja) |

## Fordítás
- Ez a szócikk részben vagy egészben  a   David Boreanaz című angol Wikipédia-szócikk fordításán alapul.  Az eredeti cikk szerkesztőit annak laptörténete sorolja fel. Ez a jelzés csupán a megfogalmazás eredetét és a szerzői jogokat jelzi, nem szolgál a cikkben szereplő információk forrásmegjelöléseként.